# WASP-112
WASP-112 — одиночная звезда в созвездии Южная Рыба. Находится на расстоянии приблизительно 1467 световых лет от Солнца. Вокруг звезды обращается, как минимум, одна планета.

## Характеристики
WASP-112 — звезда 13,3 видимой звёздной величины. Температура её поверхности составляет около 5610 кельвинов. Возраст звезды оценивается приблизительно в 10,6 миллиарда лет. Тяжёлых элементов в химическом составе звезды в 4,4 раза меньше, чем у Солнца.

## Планетная система
В 2014 году группой астрономов, работающих в рамках программы SuperWASP, было объявлено об открытии планеты WASP-112 b в системе. Это горячий газовый гигант, имеющий массу и радиус, равные 0,88 и 1,191 юпитерианских соответственно. Он находится очень близко к родительской звезде — на расстоянии 0,0382 а.е. Открытие планеты было совершено транзитным методом.